# Ирнерий
Ирне́рий (лат. Irnerius; 1050, Болонья — 1140) — один из первых глоссаторов — преподавателей и комментаторов свода законов Юстиниана, один из основоположников западноевропейского изучения римского права, профессор права Болонского университета.
Ирнерий (иногда называемый Варнерием, Вернерием,  Гарнерием) является родоначальником и основателем школы глоссаторов в Болонье, позднее ставшей университетом. Вместе с тем известно, что ещё до Ирнерия были юристы, занимавшиеся римским правом. К таковым относится, например, Пепо (Пепино). Однако именно метод изучения римского права, предложенный Ирнерием, внес его имя в историю.
Заслуга Ирнерия состояла еще и в том, что он был одним из первых, кто заинтересовался античным наследием Византийского императора Юстиниана Великого 527—565 г.  и стал изучать Corpus juris Civilis — свод гражданского права. При этом ученый исследовал не только первую часть свода (Институции), но и самую главную, центральную его часть — Дигесты, или Пандекты, представлявшую высказывания авторитетных римских юристов по самому широкому кругу правовых вопросов.
Для выяснения смысла того или иного текста была начата работа по толкованию его значения. Это самое толкование вошло в науку как глоссирование текста, то есть написание на полях текста нового текста-толкования. Именно по этой методике и работала созданная Ирнерием школа глоссаторов, ставшая позднее университетом, где на основе права Юстиниана, прежде всего Дигеста, изучалось римское право. Несколько позже к римскому праву прибавилось каноническое право, с эпохи монаха Грациана.